# Họ Cà
Họ Cà hay còn được gọi là họ Khoai tây (danh pháp khoa học: Solanaceae) là một họ thực vật có hoa, nhiều loài trong số này ăn được, trong khi nhiều loài khác là các cây có chứa chất độc (một số loài lại có cả các phần ăn được lẫn các phần chứa độc).
Tên gọi khoa học của họ này có nguồn gốc từ tiếng Latinh Solanum nghĩa là "cây cà dược", nhưng từ nguyên xa hơn nữa thì không rõ ràng; người ta cho rằng nó có nguồn gốc từ một động từ trong tiếng Latinh là solari, mang nghĩa "làm dịu". Điều này có lẽ là chỉ tới các tính chất làm dịu của một số loài có tính chất dược phẩm trong họ này. Tuy nhiên, rất có thể là tên gọi này đến từ sự tương tự thấy được của hoa một số loài luôn nghiêng về phía mặt trời và các tia nắng của nó, và trên thực tế một loài của chi Solanum là Solanum nigrum được biết đến dưới tên gọi sunberry (quả mọng mặt trời). Họ này bao gồm cà độc dược (chi Datura), cà tím, khoai ma, cà dược (benlađôn), ớt, khoai tây, thuốc lá, cà chua và cỏ dã yên. Họ Cà là một họ có quan hệ chặt chẽ với con người trong phương diện được con người sử dụng. Nó là một nguồn quan trọng trong cung cấp lương thực, thực phẩm, gia vị và một số loại thuốc. Tuy nhiên, các loài họ Cà thường chứa nhiều glucozit dạng ancaloit có thể gây ra ngộ độc đối với con người và động vật từ mức dị ứng nhẹ tới tử vong chỉ với một lượng nhỏ. Theo hệ thống APG II năm 2003 thì họ này chứa 102 chi với 2.460 loài.

## Đặc điểm
Hoa của chúng có dạng hình nón hay phễu với 5 cánh hoa, thông thường là hòa lẫn. Lá mọc so le, thường có lông hoặc bề mặt hơi dính. Các loài trong họ này sinh ra quả hoặc là quả mọng (cà chua) hay quả nang dễ nứt như trong trường hợp của chi Datura. Hạt thường là tròn và bẹt, đường kính 2–4 mm. Các nhị hoa là bội số của 4 (thường là 4 hoặc 8). Các bầu nhụy ở phía dưới. Nhụy hoa dưới bầu là loại quả tụ nằm xiên so với điểm giữa.

### Ancaloit
Họ Cà được biết đến vì chúng có được một loạt các glocozit dạng ancaloit đa dạng. Khi liên quan tới con người, chúng có thể là hữu ích mà cũng có thể là chất độc hoặc đóng cả hai vai trò, mặc dù chúng có lẽ được tiến hóa để làm giảm sự thích ăn các loài cây này của động vật.
Một trong các nhóm quan trọng nhất là nhóm các ancaloit tropan. Thuật ngữ "tropan" đến từ tên gọi khoa học của một chi là Atropa (chi chứa cây benlađôn), trong đó các ancaloit này được tìm thấy. Chi chứa cây benlađôn được đặt theo tên gọi của một vị thần Hy Lạp liên quan đến số mệnh là nữ thần Atropos, người cắt sợi chỉ của sự sống. Danh pháp này liên quan tới độc tính và khả năng gây tử vong đặc trưng của các hợp chất này mà người ta đã biết đến từ lâu. Các ancaloit tropan cũng có mặt trong các chi Datura, Mandragora và Brugmansia, cũng như trong nhiều loài khác thuộc họ Cà. Về mặt hóa học, các phân tử của các hợp chất này có cấu trúc hai vòng đặc trưng và bao gồm atropin, scopolamin và hyoscyamin. Về mặt dược học, chúng là những chất chống cholin mạnh nhất hiện có, nghĩa là chúng ngăn cản các tín hiệu thần kinh được các chất truyền tải tín hiệu thần kinh nội sinh là axetylcholin (ACh) truyền tải. Các triệu chứng của việc sử dụng quá liều có thể là khô miệng, giãn đồng tử, mất điều hòa, bí tiểu, ảo giác, co giật, hôm mê và tử vong. Mặc dù là chất cực độc, nhưng các tropan vẫn là một loại dược phẩm quan trọng khi sử dụng đúng liều chỉ định (một lượng cực nhỏ). Chúng có thể giải ngộ độc cholin, có thể do sự phơi nhiễm quá mức trước các thuốc trừ dịch hại và các tác nhân của chiến tranh hóa học, chẳng hạn như sarin và VX. Thông dụng hơn thì chúng có thể ngăn chặn nhiều loại hình dị ứng. Scopolamin, thông thường được sử dụng như một tác nhân trong nhãn khoa, có tác dụng làm giãn đồng tử và vì thế làm cho việc kiểm tra mắt được thuận tiện hơn. Chúng cũng có thể dùng làm chất chống gây nôn đối với những người bị hội chứng say tàu xe hoặc những người đang dùng hóa học trị liệu. Atropin có hiệu ứng kích thích lên hệ thần kinh trung ương và tim, trong khi scopolamin có tác dụng giảm đau.
Cocain cũng được coi là một dạng ancaloit tropan do sự tương tự về cấu trúc với các hợp chất nêu trên. Tuy nhiên, thuộc tính dược học của nó là hoàn toàn khác và nó hoàn toàn không có mặt trong các loài thuộc họ Cà.
Ancaloit nổi tiếng nhất trong các cây họ Cà có lẽ là nicotin. Giống như các tropan, tác động dược học của nó là trên các nơron cholin, nhưng với các hiệu ứng ngược lại. Nó có đặc trưng cao hơn cho các thụ quan axetylcholin nicotin (nAChRs) so với các protein ACh khác. Các hiệu ứng của nó được biết khá rõ. Nicotin trong tự nhiên có mặt trong chi Nicotiana tức chi Thuốc lá.
Capsaicin về mặt cấu trúc thì không liên quan gì với nicotin và các tropan, nó được tìm thấy trong chi Capsicum, bao gồm các loài ớt, chẳng hạn như Tabasco peppers và ớt Habana. Hợp chất này không phải là một chất độc đáng kể với động vật. Tuy nhiên, nó kích thích các thụ quan cảm nhận cảm giác đau đớn đặc biệt ở phần lớn các động vật có vú, các thụ quan này cảm nhận nhiệt ở các màng nhầy trong miệng cũng như ở các mô biểu mô khác. Điều này gây ra cảm giác cay (nóng) không giống như do nhiệt thực sự hoặc bỏng do hóa chất. Nó được dùng dưới dạng quả tươi, ngâm dấm hoặc dạng bột cũng như được thêm vào trong nhiều món ăn với vai trò của một chất gia vị. Người ta cho rằng nguyên nhân mà một người cảm thấy cay và nóng khi ăn ớt là sự giải phóng các morphin nội sinh (endormorphin) mà nó gây ra. "Độ cay" của các sản phẩm chứa capsaicin được biểu diễn theo thang Scoville. Một đơn vị scoville là hệ số mà theo nó thì các chất chứa capsaicin phải được hòa loãng để dung dịch nhận được không gây ra cảm giác gì cho người thử nghiệm (ví dụ, một thìa trà của loại nước chấm cay 5.000 đơn vị Scoville cần phải được hòa tan với 4.999 thìa trà nước đường để làm mất đi khả năng của nó trong việc tạo ra cảm giác khẩu vị).

## Phân bố

Bản đồ phân bố các loài trong họ cà (màu lục nhạt)

Các loài trong họ cà được tìm thấy khắp mọi nơi trên hầu hết các lục địa, trừ Nam Cực. Phần lớn các loài được tìm thấy ở Trung Mỹ và Nam Mỹ. Các khu vực tập trung nhiều khác như Australia và Châu Phi. Họ Cà chiếm hữu nhiều hệ sinh thái khác nhau từ hoang mạc đến rừng nhiệt đới, và thường được tìm thấy tring các thảm phủ thứ cấp ở những vùng đã bị khai phá. Nhìn chung, các cây trong họ này phân bố ở vùng nhiệt đới và ôn đới.

## Phân loại
Họ Cà Solanaceae

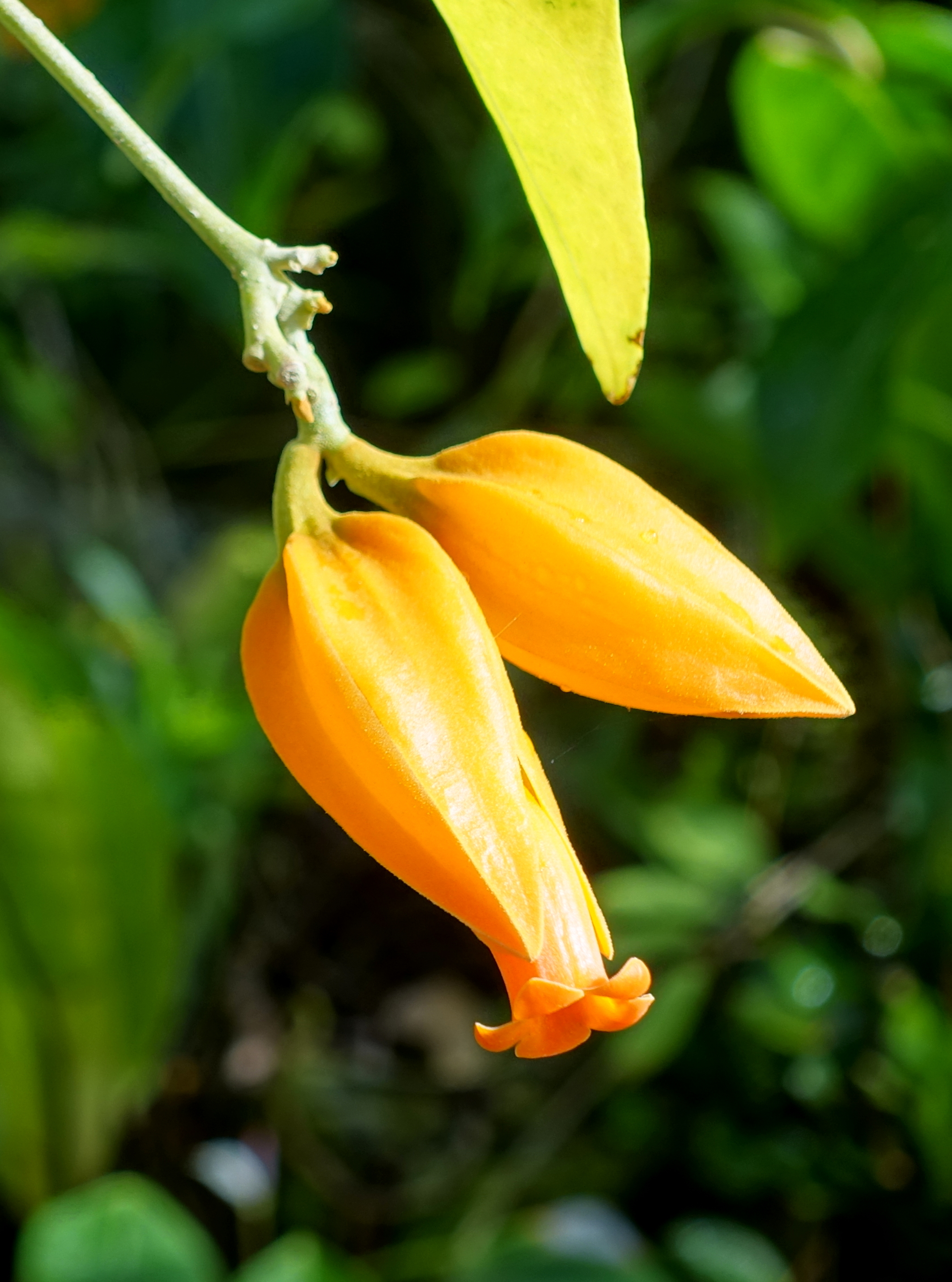
Juanulloa aurantiaca

- Phân họ Browallioideae (hay Cestroideae)
  - Tông Benthamielleae
  - Tông Browallieae
  - Tông Cestreae
  - Tông Salpiglossideae
  - Tông Unassigned Browallioideae
- Phân họ Goetzeoideae
- Phân họ Nicotianoideae
- Phân họ Petunioideae
- Phân họ Schizanthoideae
- Phân họ Schwenckioideae
- Phân họ Solanoideae
  - Tông Capsiceae
  - Tông Datureae
  - Tông Hyoscyameae
  - Tông Jaboroseae
  - Tông Juanulloeae
  - Tông Lycieae
  - Tông Mandragoreae
  - Tông Nicandreae
  - Tông Nolaneae
  - Tông Physaleae
  - Tông Solandreae
  - Tông Solaneae
  - Tông Incertae sedis

## Một số chi
- Acnistus
- Atropa (cà dược)
- Browallia
- Brugmansia
- Brunfelsia
- Calibrachoa
- Capsicum (ớt)
- Cestrum (dạ lan hương)
- Chamaesaracha
- Combera
- Crenidium
- Cuatresia
- Cyphanthera
- Cyphomandra
- Datura (cà độc dược)
- Hyoscyamus (kỳ nham)
- Iochroma
- Juanulloa
- Lycium (câu kỷ)
- Mandragora (khoai ma)
- Nicandra
- Nicotiana (thuốc lá)
- Nierembergia
- Nolana
- Petunia
- Physalis (tầm bóp)
- Scopolia
- Solandra
- Solanum (cà chua, khoai tây, cà tím)
- Streptosolen
- Withania

## Tầm quan trọng dinh dưỡng
Loài có tầm quan trọng toàn cầu trong họ này có lẽ là khoai tây (Solanum tuberosum). Mặc dù loài cây này nói chung được coi là độc, nhưng các phần phình ra dưới đất của thân đã biến đổi, được gọi là củ nói chung lại không độc. Thay vì thế, phần thân củ này là nơi chứa lượng cacbohyđrat dư thừa mà cả loài cây này và con người đều có thể sử dụng để thu nạp thêm năng lượng. Tuy nhiên, củ khoai tây có thể trở thành chứa chất độc nếu nó đang nảy mầm. Các vùng vỏ có màu xanh chỉ ra rằng củ khoai tây đang chuẩn bị nảy mầm, đồng thời nó cũng là chỉ thị của sự có mặt của các chất như chaconin hay solanin. Các hợp chất glycozit này khi tích lũy nhiều trong củ có thể gây ngộ độc cho con người. Ở nhiều chi, quả là nguồn cung cấp dinh dưỡng đáng kể khi dùng làm rau ăn, chẳng hạn cà chua, cà chua vỏ khô Trung Mỹ (Physalis ixocarpa), cà tím (cà dái dê) hay cà bát, cà pháo hoặc ớt. Tuy vậy, một số người dễ bị các triệu chứng dị ứng hoặc mẫn cảm với các loài trong họ này.